# Fontana del Calamo
La fontana del Càlamo, chiamata anche fontana delle Tredici Cannelle è una fontana rinascimentale di Ancona.

## Storia e descrizione

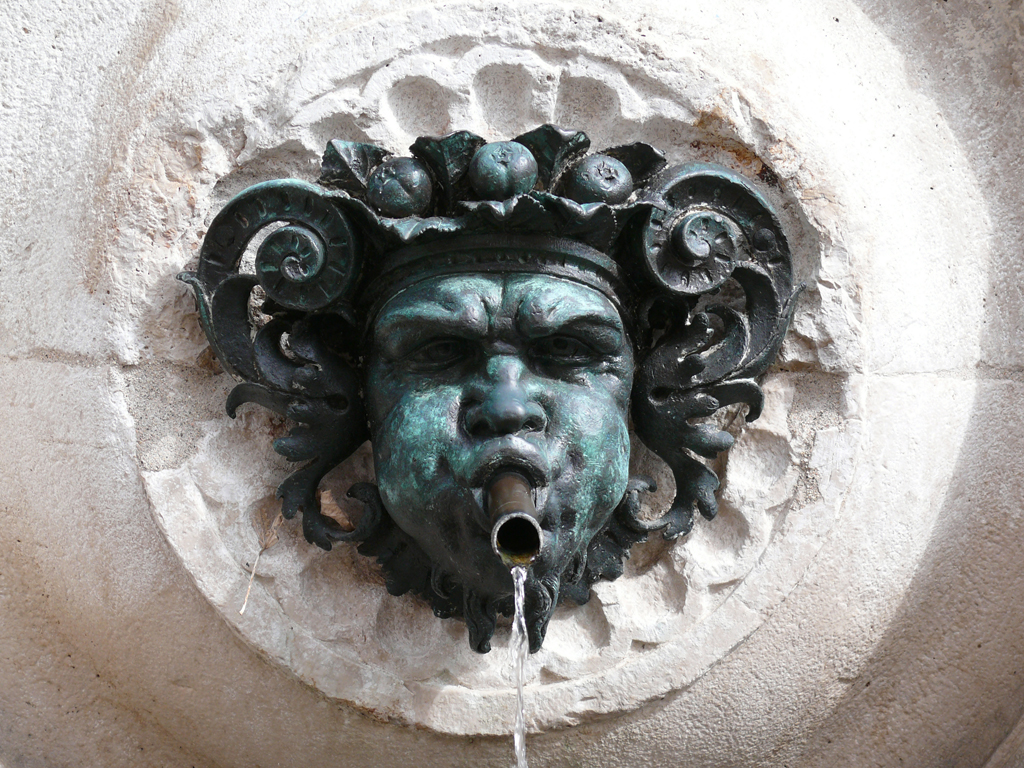
Uno dei mascheroni in bronzo.

Sul luogo sorgeva già anticamente una fontana in epoca greca, che venne inglobata nelle mura cittadine durante il Medioevo. La sua denominazione sembra derivare dalla parola latina Càlamus, "Canna" a testimonianza che si era dominati da un ambiente di tipo palustre.
Demolita nel 1503, venne ricostruita, in stile rinascimentale-manierista, su disegno dell'architetto Pellegrino Tibaldi fra il 1559 e il 1560 e realizzata da maestranze recanatesi.
Si presenta come una lunga serie di tredici riquadri separati da volute, incentrati su altrettanti mascheroni gettanti acqua, da cui deriva la comune denominazione di Fontana delle Tredici Cannelle. I mascheroni, di cui 12 bronzei ed il centrale in pietra, raffigurano satiri e fauni. Quello centrale è sormontato dal bassorilievo del Cavaliere all'assalto, emblema della città di Ancona.
Oggi la fontana riceve le acque dell'acquedotto cittadino, ma, anticamente, attingeva l'acqua da una grande cisterna posta sotto il muro alle sue spalle; la cisterna riceveva le acque dall'acquedotto proveniente da Monte Conero. Essa, oggi, è vuota, ma visitabile tramite un passaggio che si apre alla destra della fontana.
Secondo un'antica tradizione, il viaggiatore che volesse tornare in città dovrebbe bere l'acqua che sgorga dalla fontana.

## Galleria d'immagini

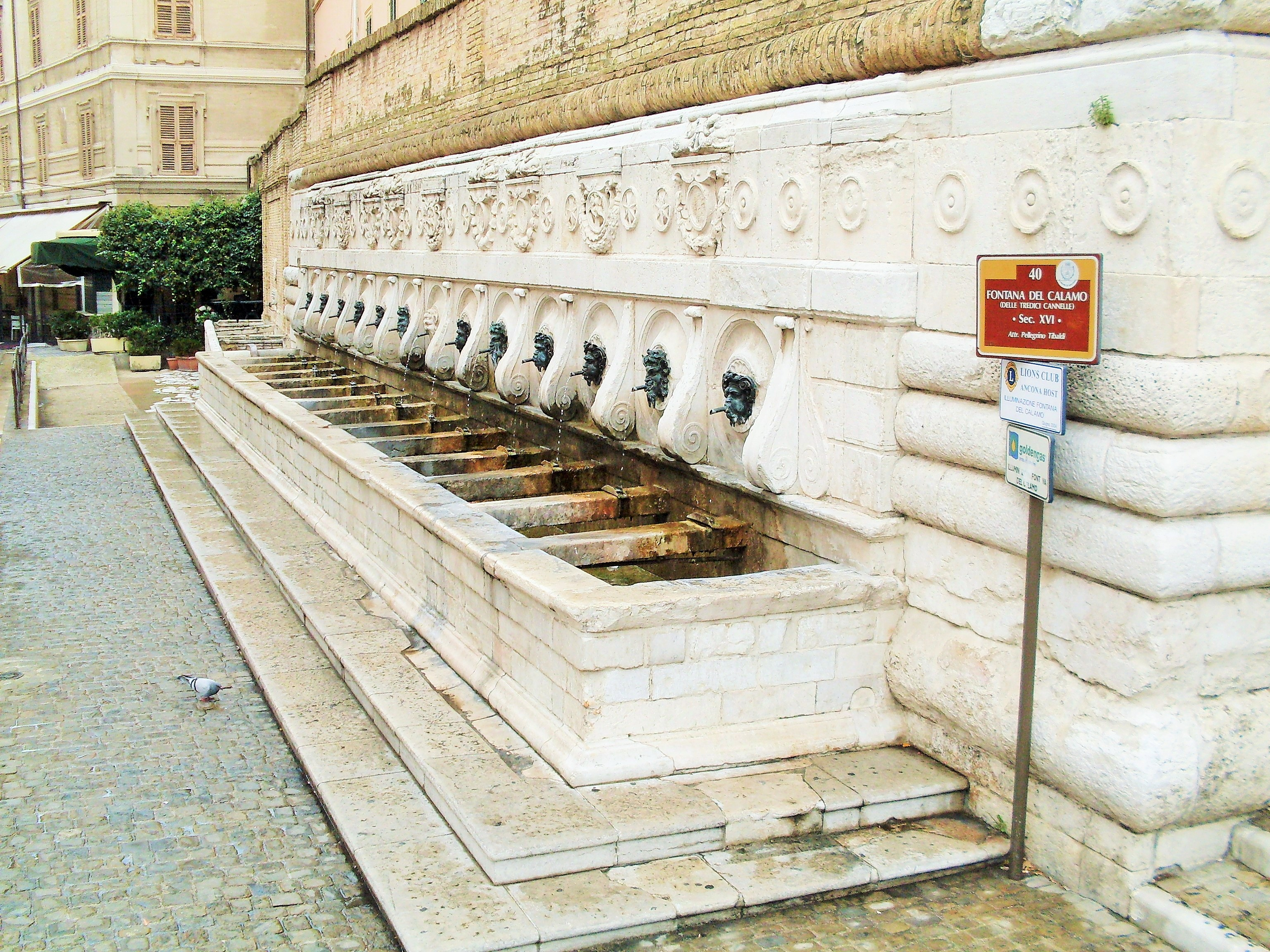
Fonte del Calamo Ancona detta Fontana delle Tredici Cannelle
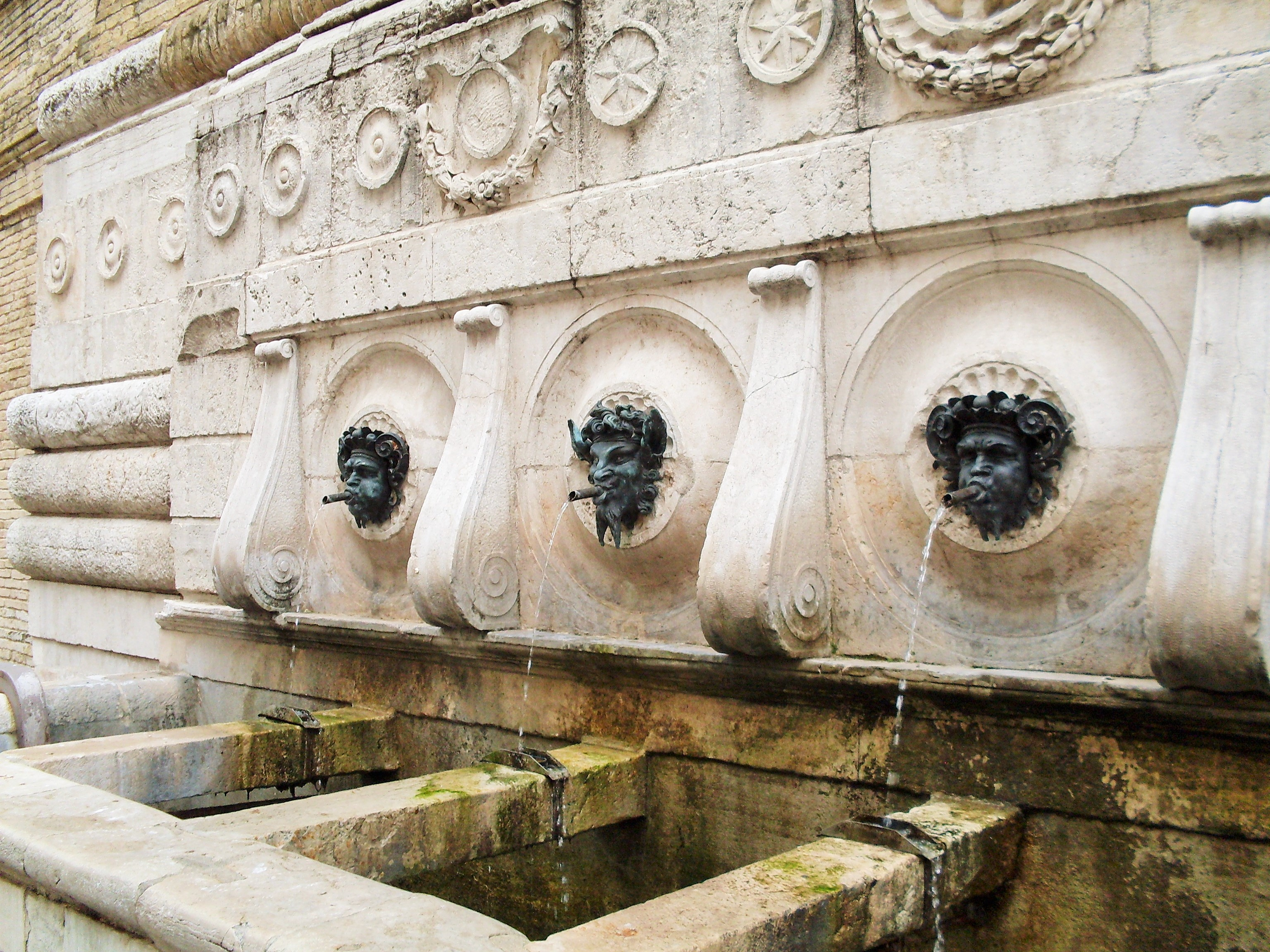
Fonte del Calamo Ancona - particolare
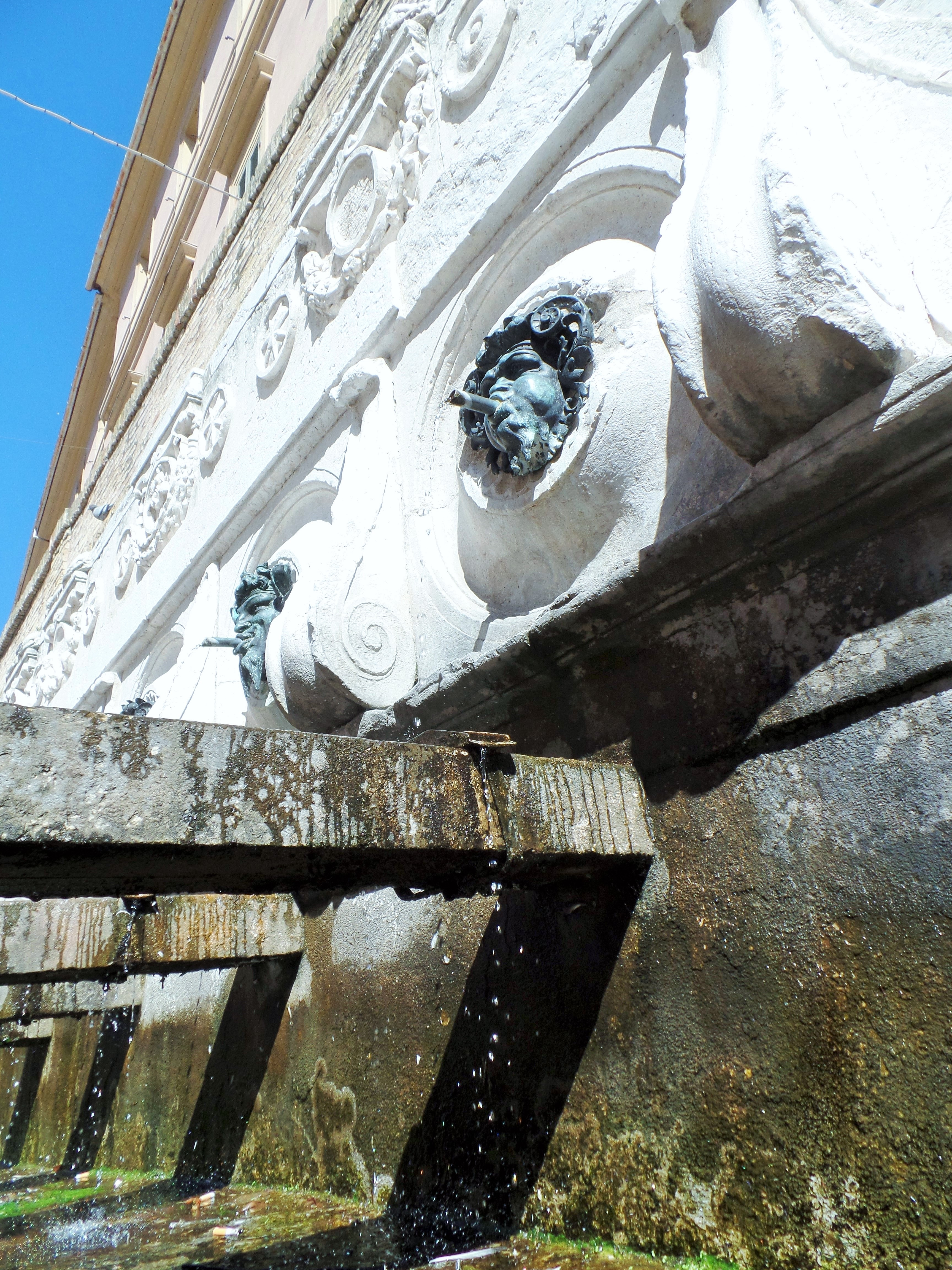
Fonte del Calamo vista dalla vasca
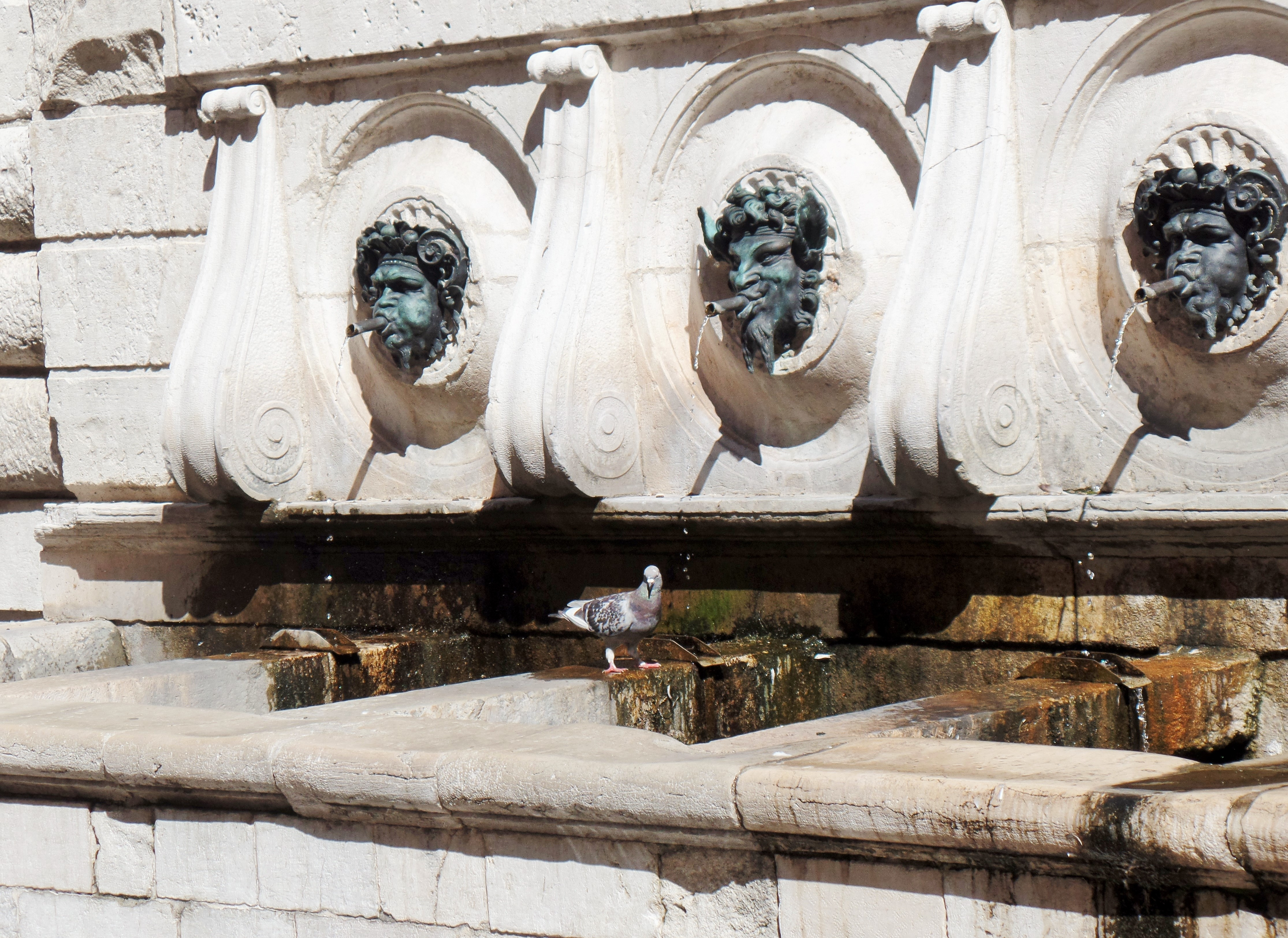
Fonte del Calamo piccione alla fonte
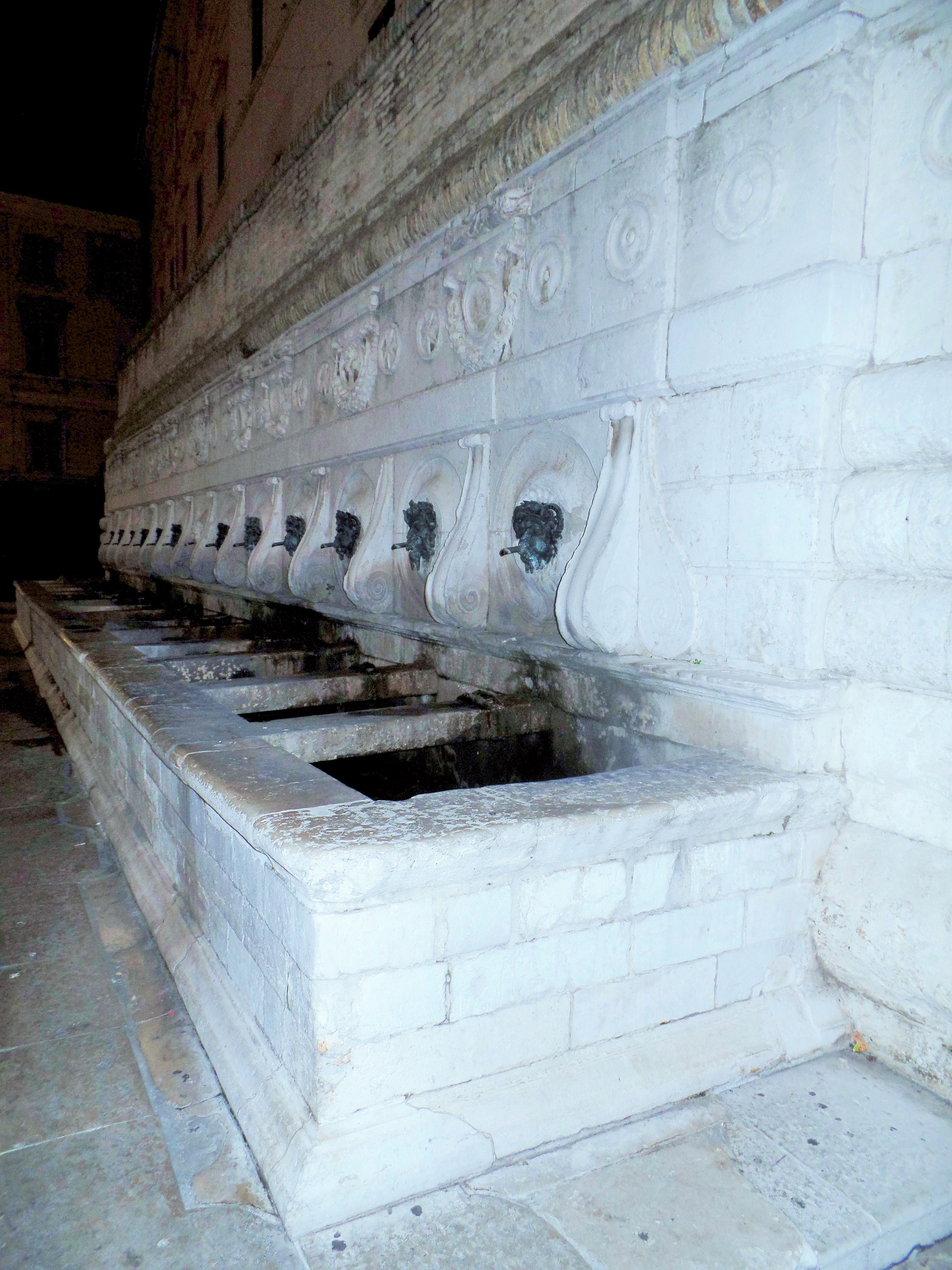
Fonte del Calamo Ancona di notte
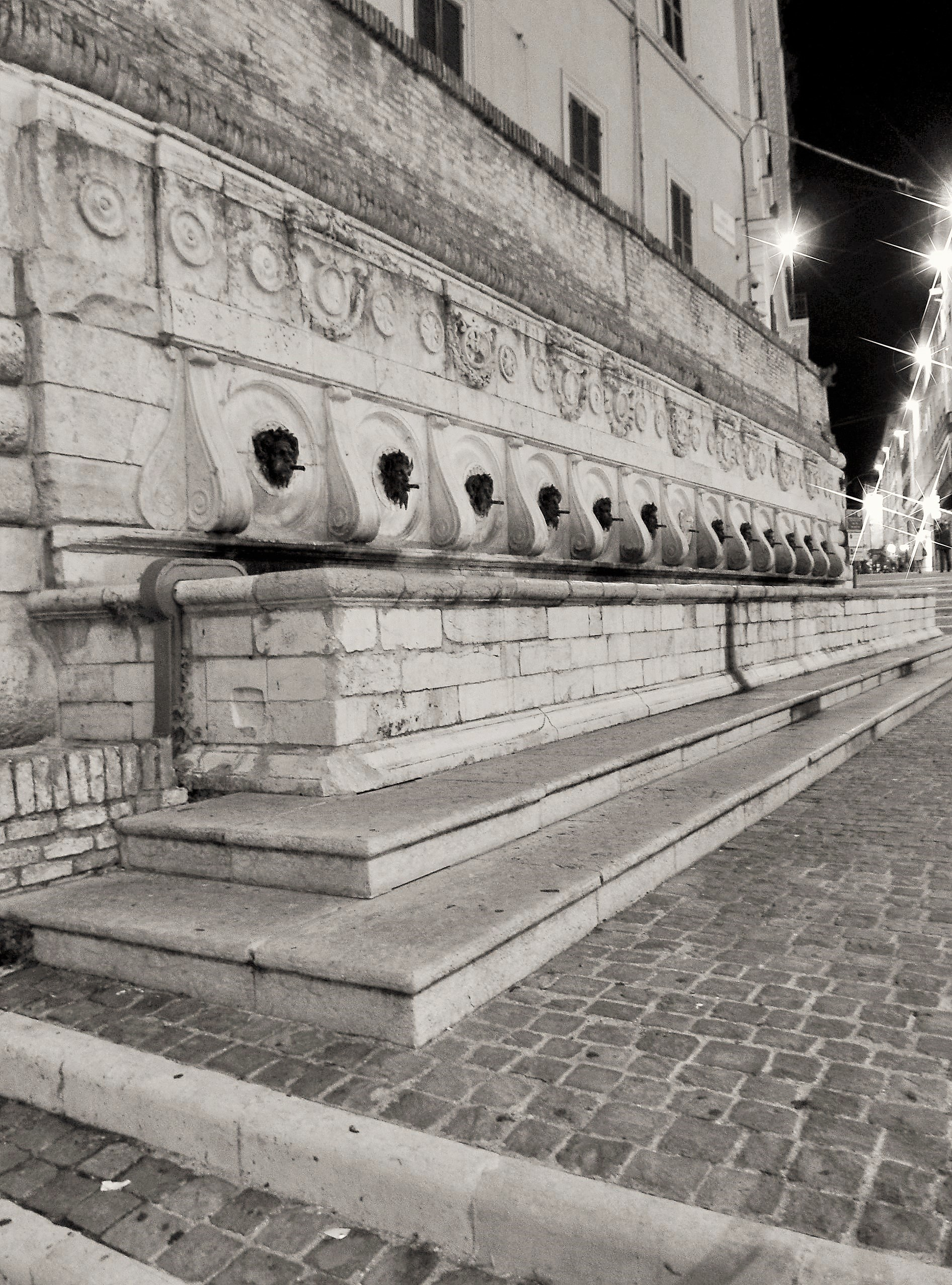
Fonte del Calamo Ancona di notte bianco e nero
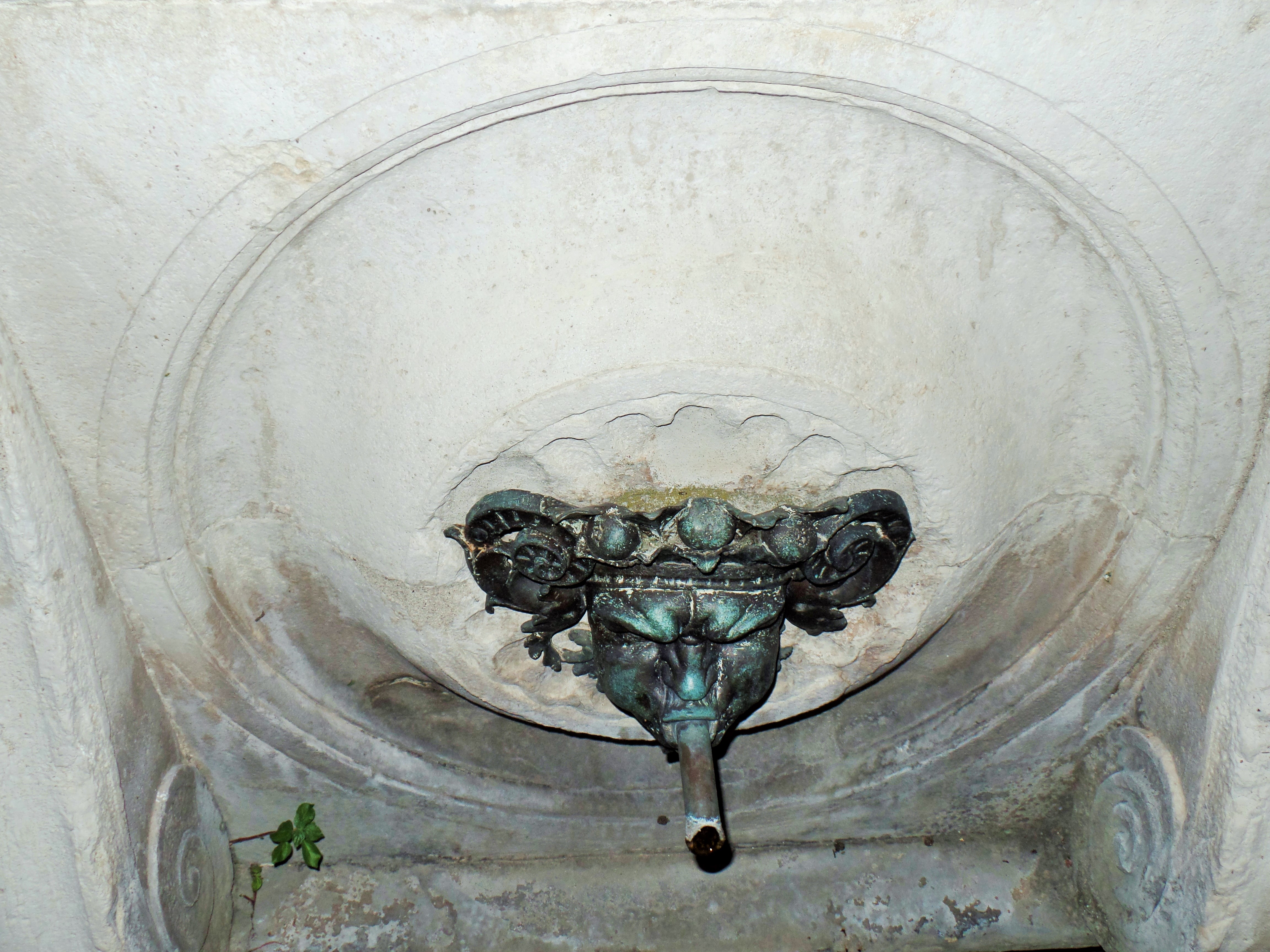
Fonte del Calamo Ancona bronzo
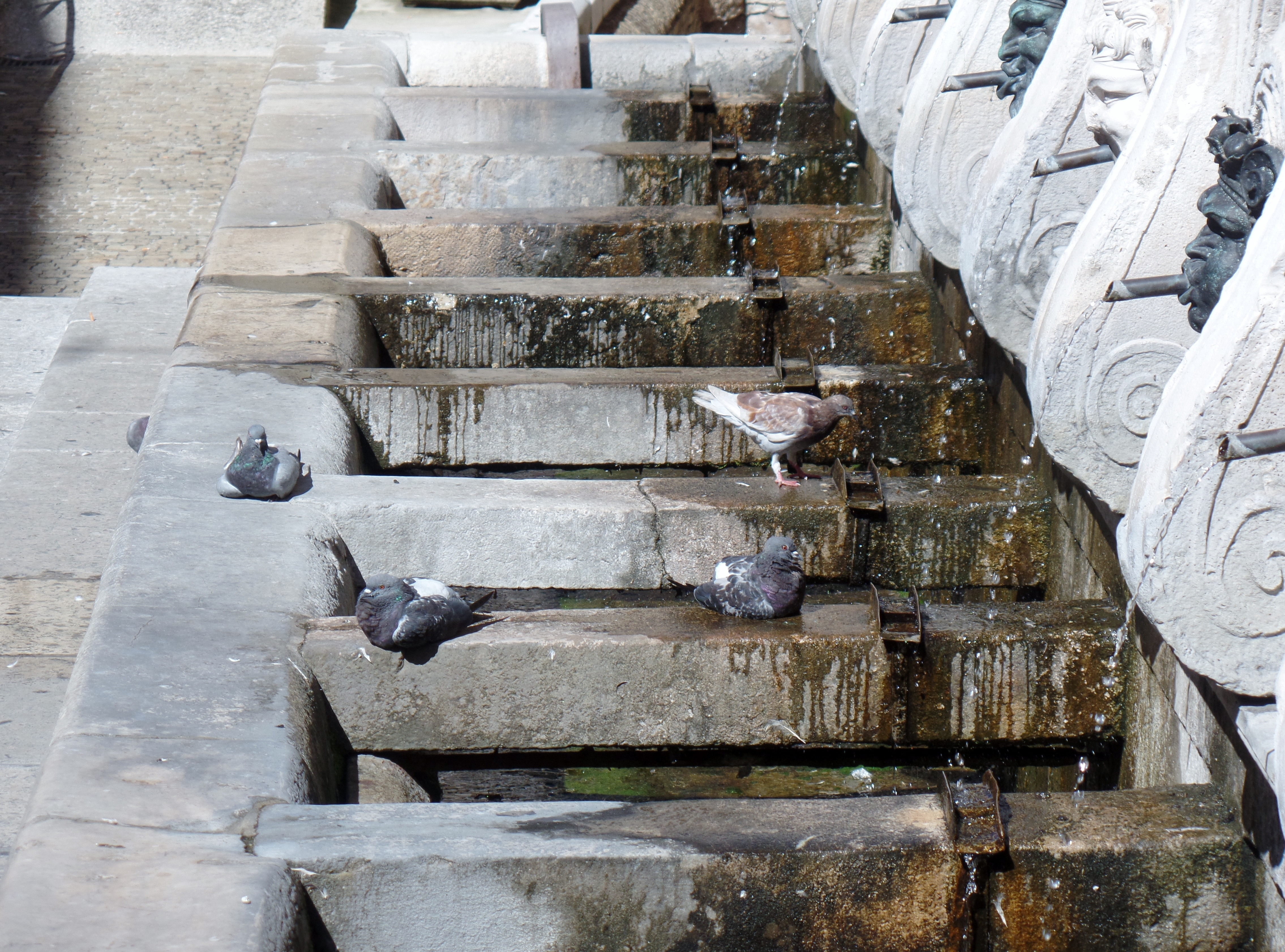
Fonte del Calamo Ancona piccioni alla fonte